# ATP Challenger Brașov
Das ATP Challenger Brașov (offizieller Name: Ion Țiriac Challenger) ist ein von 1996 bis 2014 sowie seit 2024 stattfindendes Tennisturnier in Brașov, Rumänien. Es ist Teil der ATP Challenger Tour und wird im Freien auf Sand ausgetragen. Andreas Haider-Maurer und Dinu Pescariu gewannen das Turnier je dreimal.

## Liste der Sieger

### Einzel
| Jahr                         | Sieger                    | Finalgegner          | Ergebnis        |
| ---------------------------- | ------------------------- | -------------------- | --------------- |
| 2025                         | Francesco Maestrelli      | Luka Pavlovic        | 7:67, 6:4       |
| 2024                         | Murkel Dellien            | Dmitri Popko         | 6:3, 7:5        |
| 2015–2023: nicht ausgetragen |                           |                      |                 |
| 2014                         | Andreas Haider-Maurer (3) | Guillaume Rufin      | 6:3, 6:2        |
| 2013                         | Andreas Haider-Maurer (2) | Gerald Melzer        | 6:79, 6:4, 6:2  |
| 2012                         | Andreas Haider-Maurer (1) | Adrian Ungur         | 3:6, 7:5, 6:2   |
| 2011                         | Benoît Paire              | Maxime Teixeira      | 6:4, 3:0 aufgg. |
| 2010                         | Éric Prodon               | Jaroslav Pospíšil    | 7:61, 6:3       |
| 2009                         | Thiemo de Bakker          | Pere Riba            | 7:5, 6:0        |
| 2008                         | Daniel Gimeno Traver      | Alexander Flock      | 4:6, 6:4, 6:4   |
| 2007                         | Máximo González           | Olivier Patience     | 6:4, 6:3        |
| 2006                         | Marc López                | Victor Crivoi        | 4:6, 6:3, 7:68  |
| 2005                         | Daniel Elsner (2)         | Daniel Gimeno Traver | 7:5, 6:2        |
| 2004                         | Victor Ioniță             | Simone Bolelli       | 6:1, 7:63       |
| 2003                         | Daniel Elsner (1)         | Răzvan Sabău         | 6:2, 6:1        |
| 2002                         | Rubén Ramírez Hidalgo     | Lovro Zovko          | 2:6, 6:1, 7:5   |
| 2001                         | Stefano Galvani           | Iván Navarro         | 6:4, 6:1        |
| 2000                         | Alexandre Simoni          | Dick Norman          | 7:5, 6:3        |
| 1999                         | David Sánchez             | Thierry Guardiola    | 6:2, 0:6, 6:2   |
| 1998                         | Dinu Pescariu (2)         | Thomas Larsen        | 6:3, 3:6, 6:2   |
| 1997                         | Ionuț Moldovan            | Dinu Pescariu        | 6:2, 6:4        |
| 1996                         | Dinu Pescariu (1)         | Răzvan Sabău         | 4:6, 6:2, 6:3   |

### Doppel
| Jahr                         | Sieger                                           | Finalgegner                                   | Ergebnis           |
| ---------------------------- | ------------------------------------------------ | --------------------------------------------- | ------------------ |
| 2025                         | Wladyslaw Orlow Santiago Rodríguez Taverna       | Alexandru Jecan Bogdan Pavel                  | 4:6, 7:65, [10:7]  |
| 2024                         | Javier Barranco Cosano Nicolas Moreno de Alboran | Karol Drzewiecki Piotr Matuszewski            | 3:6, 6:1, [17:15]  |
| 2015–2023: nicht ausgetragen |                                                  |                                               |                    |
| 2014                         | Daniele Giorgini (2) Adrian Ungur                | Aslan Karazew Waleri Rudnew                   | 4:6, 7:64, [10:1]  |
| 2013                         | Oleksandr Nedowjessow Jaroslav Pospíšil          | Teodor-Dacian Crăciun Petru-Alexandru Luncanu | 6:3, 6:1           |
| 2012                         | Marius Copil Victor Crivoi                       | Andrei Ciumac Oleksandr Nedowjessow           | 6:78, 6:4, [12:10] |
| 2011                         | Victor Anagnastopol Florin Mergea (2)            | Dušan Lojda Benoît Paire                      | 6:2, 6:3           |
| 2010                         | Flavio Cipolla Daniele Giorgini (1)              | Radu Albot Andrei Ciumac                      | 6:3, 6:4           |
| 2009                         | Pere Riba Pablo Santos González                  | Simone Vagnozzi Uros Vico                     | 6:3, 6:2           |
| 2008                         | David Marrero Daniel Muñoz de la Nava            | Carlos Poch Gradin Pablo Santos González      | 6:4, 6:3           |
| 2007                         | Florin Mergea (1) Horia Tecău                    | Adrian Cruciat Marcel-Ioan Miron              | 5:7, 6:3, [10:8]   |
| 2006                         | Lazar Magdinčev Predrag Rusevski                 | Robin Haase Michal Navrátil                   | 6:4, 7:6           |
| 2005                         | Ionuț Moldovan (2) Gabriel Moraru                | Melvyn op der Heijde Dennis van Scheppingen   | 6:1, 6:4           |
| 2004                         | Salvador Navarro Rubén Ramírez Hidalgo           | Juan Pablo Brzezicki Juan Pablo Guzmán        | 6:3, 6:2           |
| 2003                         | Alexander Peya Rogier Wassen                     | Leonardo Azzaro Stefano Galvani               | 6:2, 6:4           |
| 2002                         | Christopher Kas Herbert Wiltschnig               | Rubén Ramírez Hidalgo Santiago Ventura        | 5:7, 6:4, 7:5      |
| 2001                         | Amir Hadad Lovro Zovko                           | Ben Ellwood Kalle Flygt                       | 6:1, 4:6, 6:4      |
| 2000                         | Ionuț Moldovan (1) Juri Schtschukin              | Dick Norman Wolfgang Schranz                  | 6:4, 6:1           |
| 1999                         | Andrei Pavel Gabriel Trifu                       | George Cosac Dinu Pescariu                    | 6:2, 6:2           |
| 1998                         | Juan Ignacio Carrasco Jairo Velasco Jr.          | Tomáš Cibulec Leoš Friedl                     | 6:4, 3:6, 6:2      |
| 1997                         | George Cosac (2) Miles Maclagan                  | Ionuț Moldovan Dinu Pescariu                  | 6:4, 7:6           |
| 1996                         | George Cosac (1) Dinu Pescariu                   | Mariano Hood Martín Rodríguez                 | 7:6, 6:1           |